# Lycenchelys paxillus
 Lycenchelys paxillus és una espècie de peix de la família dels zoàrcids i de l'ordre dels perciformes.

## Morfologia
- Els mascles poden assolir 17,5 cm de longitud total.
- Nombre de vèrtebres: 127-137.[5]

## Alimentació
Menja mol·luscs i Cumacea.

## Hàbitat
És un peix marí i d'aigües profundes que viu entre 46-1.525 m de fondària.

## Distribució geogràfica
Es troba a l'Atlàntic occidental: el Canadà, Groenlàndia i els Estats Units.

## Costums
És de costums bentònics.

## Observacions
És inofensiu per als humans.